# 安濟奧
參數所指定的目標頁面不存在，建議更正成存在頁面或直接建立下列一個頁面（建立前請先搜尋是否有合適的存在頁面可以取代）：
- USS Anzio

安濟奧（義大利語：Anzio）是義大利拉齐奥大区羅馬首都廣域市的市镇，在羅馬市南邊33英哩，不但以海邊艇靠港灣知名，還是著名觀光海釣場、漁港，且是渡船船港、水上飛機自此出發到包括蓬扎島、帕爾馬羅拉島與文托泰内岛在内的龐廷群島，也曾經是歷史上第二次世界大戰盟軍關鍵的義大利戰役登陸戰地點；安濟奧也被評鑑獎賞為優良渡假海灘Blue Flag。

## 歷史

### Volsci時代
遠古時代被稱為Antium，是小國Volsci首都，最後被羅馬帝國併吞。

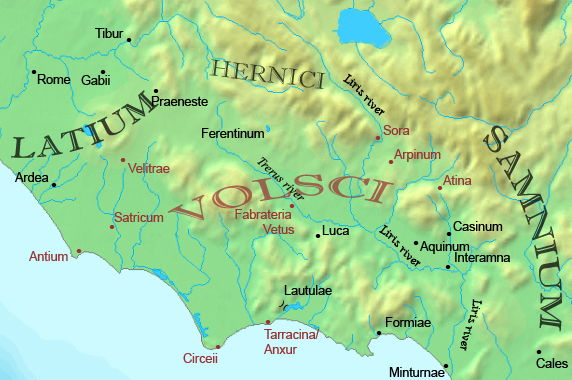
Volscian settlements.

### 羅馬帝國時代
因為距離羅馬剛好夠遠所以遠離羅馬的塵囂噪鬧，當名詩人西塞羅流放國外再回羅馬時，他在這裡重建他那被毀壞的圖書館，為了安全保固捲軸書籍，西塞羅找許多羅馬人到這海濱蓋座羅馬式氣派堂皇別墅，帝國皇帝Julian與Claudian時常造訪這裡，還有兩位暴君皇帝卡利古拉與尼羅出生在這小城，不久後帝國軍將在這裡建造殖民地司令部碉堡與新港口，安濟奧因此到今天還是這樣戰略據點聞名。 
顯著且一度輝煌的羅馬貴族別墅廢墟，現在仍存在海岸邊一排，排列在安濟奧東邊與西北邊，陸續挖出土許多當年藝術品：Fanciulla d'Anzio、博爾蓋塞角鬥士(現存羅浮宮)與永恆的「阿波羅凝望」塑像都是在安濟奧發現給世人讚嘆不已之傑作。
說到古蹟別墅，最著名的謠傳是「尼羅皇帝安濟奧別墅」；相關寶物陳列在Arco Muto古羅馬戲院裡(1712年發現後又掩埋回去)也保留著；這系列別墅古蹟沿著離海800米餘，發狂的天才皇帝尼羅曾經毀掉這一切，到奧古斯都皇帝時自羅馬派出歡迎團在安濟奧歡迎教宗Pater patriae ("Father of his Country")又在毀滅原基礎上重建給教宗作行館，以致與以後改朝換代這裡都成為新皇帝別墅，並一直加蓋新設施；傳說中異教徒尼羅皇帝在這裡蓋知名的「財神爺廟」(Horace, Od. i. 35)已經找不到。

### 中世紀
中世紀時安濟奧曾經荒廢改由內圖諾城替代：17世紀末教皇「英諾森十二世」與「克勉十一世」予以復建，在古蹟遺址東邊地區建新港灣，灣口朝西，這錯誤的施工設計導致新城常常積水不退泥濘，城內曾經淹沒到5米高，海開始漸漸輕微地侵蝕安濟奧新城，反倒是羅馬時代古城竟向西北海邊淤積長出新生地數哩面積，可是現在也略受海蝕(見 泰伯河)，鄰近的Volscian古城因為自古地勢高所以與海邊有距離，但是現在可與安濟奧相接；現在防海水侵蝕方式是挖深溝可以疏導流到其他地方，方法二是築數道堤，在安濟奧東方形成直角轉彎tufa，於1897年全城終於治水成功；現今樣貌成為夏天海邊渡假娛樂城市與休閒別墅區；也包括古蹟別墅(博爾蓋塞別墅)。

### 第二次世界大戰
安濟奧與內圖諾也是第二次世界大戰時盟軍發動掛招牌軍事行動登陸地點，隨後爆發四個月的戰爭；國家級的「安濟奧戰爭公墓」與「海灘頭戰爭公墓」都座落於這；這場戰役描繪在英國名歌星平克·弗洛伊德(Pink Floyd's)的電影「牆」及近幾年同主題新版唱片照片冊「最後一切」(The Final Cut (album))，收錄歌曲 "縱虎歸山"，悼念平克佛洛伊德團員之一Roger Waters父執輩在這場戰爭身亡；還有2007年出版小說「七步倒斃」(7 Steps Down)也是敘述這場戰役的慘烈；1944年2月美軍第5軍在這裡登陸卻被德軍團團圍住(caves of Pozzoli)達一星期；1968年好萊塢拍攝這場戰爭片，導演是Edward Dmytryk，男主角是勞勃米契，原電影小說作者是Wynford Vaughan-Thomas。

## 幾個主要景觀

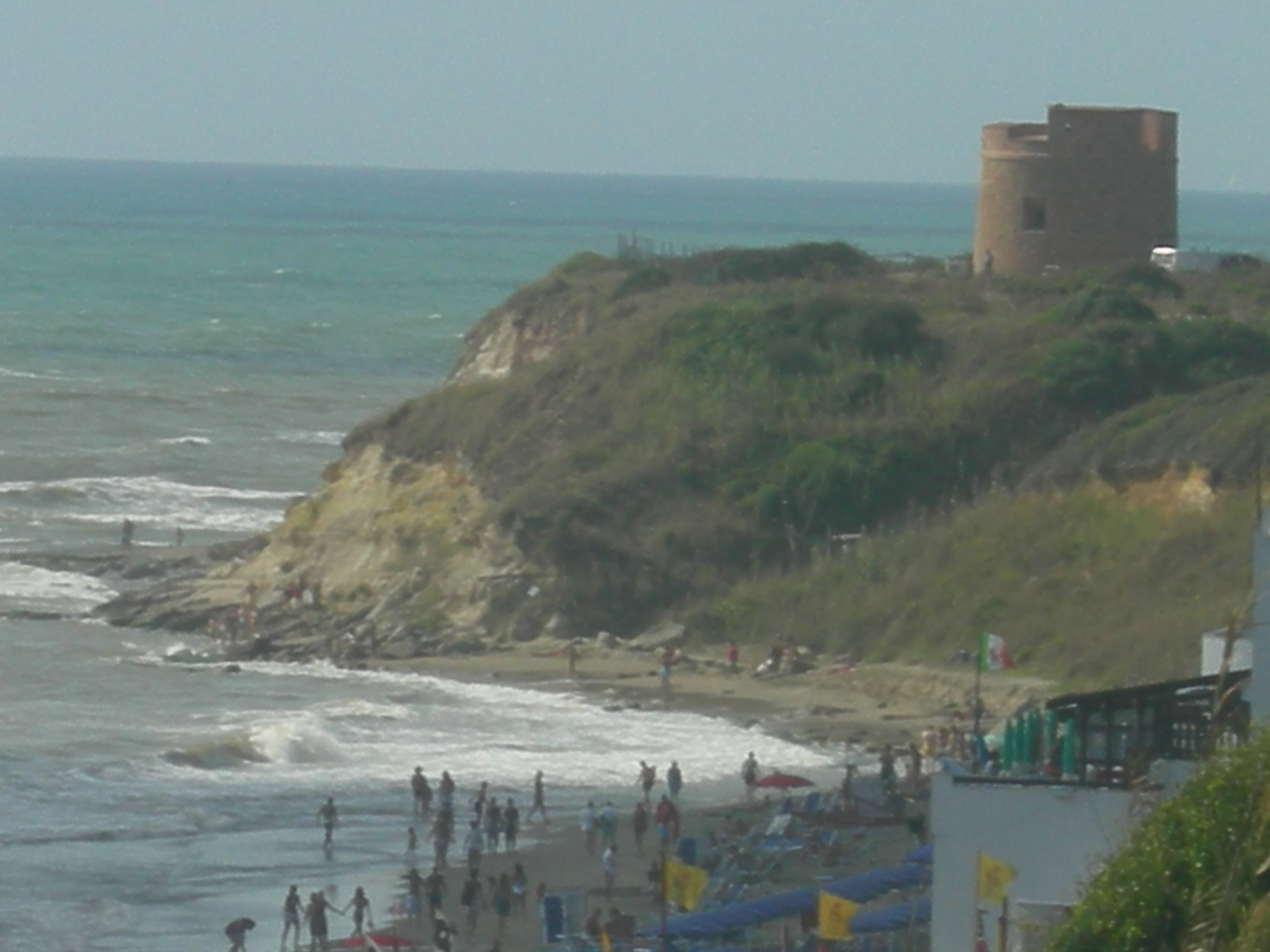
Tor Caldara塔與安濟奧海灘

在安濟奧能觀賞到第二次世界大戰登陸戰「盟軍集體墓園」及戰役博物館，「美軍集體墓園」則在隔壁鄉鎮內圖諾，約略在安濟奧北方8公里有一座WWF公園園內有硫磺溫泉與中世紀塔，名稱Tor Caldara；沿著海邊有不少風光迤邐的游泳海灘及娛樂場所，包括許多觀光酒店與頗負盛名安濟奧船碼頭的地中海海鮮餐廳，近幾年興起觀光賭場，但當地還是以「文化觀光」為主；安濟奧南邊與內圖諾邊界建築許多義大利式古色古香建築物工讓人留連忘返。

## 交通
安濟奧透過SS207公路經過內圖諾到羅馬，或是經SS601公路經過Via Ardeatina到羅馬，或是「羅馬往返內圖諾」鐵路火車經過幾個站，有Lavinio, Villa Claudia, Marechiaro, Anzio Colonia與安濟奧。

## 友好城市
- 德国巴特皮尔蒙特
- 賽普勒斯帕福斯

## 聯結
- 官方网站 （意大利文）
- Nero's Villa （页面存档备份，存于） (in Italian; illustrated reconstruction of the villa)
- Memorials and cemetery from the World War Two battles at Anzio at the Sites of Memory webpage （页面存档备份，存于）